# هلیوگابال
الیوگابالوس یا هلیوگابال (به فرانسوی: Héliogabale) یا مارکوس اورلیوس آنتونیوس (زادهٔ پیرامون ۲۰۳- مرگ ۱۱ مارس ۲۲۲) امپراتور روم از ۲۱۸ میلادی تا سال مرگش بود. سلطنت کوتاه او به دلیل رسوایی‌های جنسی و جنجال‌های مذهبی مشهور بود. او پسرخاله امپراتور کاراکالا بود و از یک خانواده برجسته عرب-رومی در امسا (حمص)، سوریه بود، جایی که در اوایل جوانی او به عنوان رئیس کشیش خدای خورشید سول اینویکتوس نامگذاری شد. پس از مرگ کاراکالا، هلیوگابال در سن تقریباً ۱۴ سالگی در شورش ارتش که توسط مادربزرگش، جولیا مائسا، علیه جانشین کوتاه مدت کاراکالا، ماکرینوس و برای تصاحب قدرتی که در گذشته متعلق به خواهرش جولیا دومنا بود تحریک شده بود، و به مقام پرینکیپاته و پرینسپس رسید. وی به‌عنوان یک شهروند خصوصی احتمالاً واریوس آویتوس باسیانوس نامیده می‌شد. او پس از رسیدن به مقام امپراتور، نام مارکوس اورلیوس آنتونینوس را به خود گرفت و تنها پس از مرگ وی پس از خدای بومی خود شناخته شد.
در هنگام صعود بر تخت سلطنت، امپراتور جوان به رم رسید، در پهلوی او مادر و مادربزرگش موقرانه در ارابه امپراتوری بودند. اولین ورود هلیوگابال در برابر سنا، با احترام و شادی روبرو شد و او فرمانی صادر کرد که مادرش با او در جلسات همراه است و در مذاکرات و ملاقات‌ها با افراد داخلی و سفیران خارجی شرکت می‌کند. ولی سوئمیاس مثل خاله و مادر خود در سیاست توانا نبود و او علاقه چندانی به اداره حکومت نداشته و خود را بر یک سناکولون (سنای کوچک) مرکب از زنان، که سابینا همسر هادریانوس تأسیس کرده بود و به مسائل لباس‌های زنانه و جواهر و تقدم و تأخر و برگزاری تشریفات می‌پرداخت، ریاست می‌کرد. در واقع حکمرانی بر کشور را به مائسا، مادربزرگش، اختصاص دادند. اما در حالی که جولیا مائسا در تلاش بود که همانند خواهرش جولیا دومنا خودش را بزرگترین حاکم پشت تاج و تخت معرفی کند و بنابراین تنها-قدرتمندترین زن جهان شود، هلیوگابال در زندگی شخصی شروع به رفتارهایی ناشایست کرد و این رفتارها بر دولت تاثیر منفی و خطرناک زیادی گذاشت.
مورخان بعدی معتقدند که هلیوگابال نسبت به سنتهای مذهبی روم و تابوهای جنسی بی اعتنایی نشان داده است. وی خدای هلیوگابال را که رئیس کاهن اعظم وی بود ، جایگزین رئیس سنتی پانتئون روم، ژوپیتر کرد. وی اعضای اصلی دولت رم را مجبور به شرکت در آیین‌های مذهبی بزرگداشت این خدای که ریاست معبد آن را بر عهده داشت، کرد. او با چهار زن، از جمله یک باکره وستال ازدواج کرد و از درباریان مردی که تصور می‌کردند دوستداران او بودند، احسان کرد. همچنین گزارش شده بود که وی خود را تن فروشی کرده است. رفتار او گارد پرتورین، سنا و مردم عادی را نسبت به خود بیگانه کرد. در میان مخالفت‌های فزاینده، هلیوگابال، فقط ۱۸ ساله، ترور شد و پسرخاله‌اش الکساندر سوروس در مارس ۲۲۲ جایگزین شد. توطئه بر ضد هلیوگابال و مادرش توسط مادربزرگ قدرتمندش، جولیا مائسا که بر امپراتوری در کنار او و دخترش یعنی مادر هلیوگابال جولیا سوئمیاس حاکم بود طراحی شده و توسط اعضای ناراضی گارد پرتورین انجام شد.

هلیوگابال در میان معاصرانش شهرت زیادی به دلیل عجیب و غریب بودن، انحطاط، بی‌قاعدگی پیدا کرد. این سنت ادامه داشته است و او با نویسندگان اوایل دوران مدرن یکی از بدترین شهرت‌ها را در میان امپراتورهای روم متحمل شد. به‌عنوان مثال ادوارد گیبون نوشت که هلیوگابال "با خشم غیرقابل کنترل درونی خودش را به بزرگترین لذت‌ها رها کرد و کارهای روزمره امپراتوری را به‌دیگران (یعنی مادربزرگ و مادرش) می‌داد. به گفته بارتولد گئورگ نیبور ، "نام هلیوگابال بیش از همه در تاریخ مارک‌گذاری شده است" به‌دلیل زندگی ناپسند و ناگوارش. نمونه‌ای از ارزیابی یک مورخ مدرن، ارزیابی آدریان گلدزوورتی است:
هلیوگابال ظالم نبود، اما او بی‌کفایتی منحرف در ظاهری مردانه ولی با باطنی زنانه بود، احتمالاً کم تواناترین امپراتور روم تاکنون.
علی‌رغم محکومیت جهانی سلطنت وی، برخی از محققان گرمی درباره او می‌نویسند، از جمله یوحنا مالالاس، شرح نویسی رومی در قرن ششم ، و وارویک بال، یک مورخ مدرن که او را نوآور و "معمای غم‌انگیز از دست‌رفته پس از قرن‌ها تعصب" توصیف کرد.
به دلیل گفته‌های مورخ معاصر دیون کاسیوس و دیگران که هلیوگابال لباس زنانه می‌پوشید، ترجیح می‌داد خانم خوانده شود و به دنبال واژینوپلاستی است، از نظر برخی از مورخان، امپراتور یکی از چهره‌های تراجنسی اولیه و یکی از اولین کسانی است که به دنبال کاربرد جراحی تغییر جنسیت است.
در سال ۲۰۲۴ موزه‌ای در بریتانیا به این نتیجه رسیده است که هلیوگابال در واقع زنی ترنس بوده است و به همین خاطر قصد دارد که توضیحات ویترین مربوط به او را عوض کند، از این پس، برای امپراتور هلیوگابال (الیوگابالوس) از ضمیرهای زنانه در اسناد موزه هرتفوردشر شمالی استفاده خواهد شد.
این تغییر پس از صورت گرفت که در یک متن قدیمی این ادعا مطرح شده که امپراتور زمانی به مخاطبان گفت: »مرا سرورم نخوانید، که من بانویی هستم!».

## نگارخانه

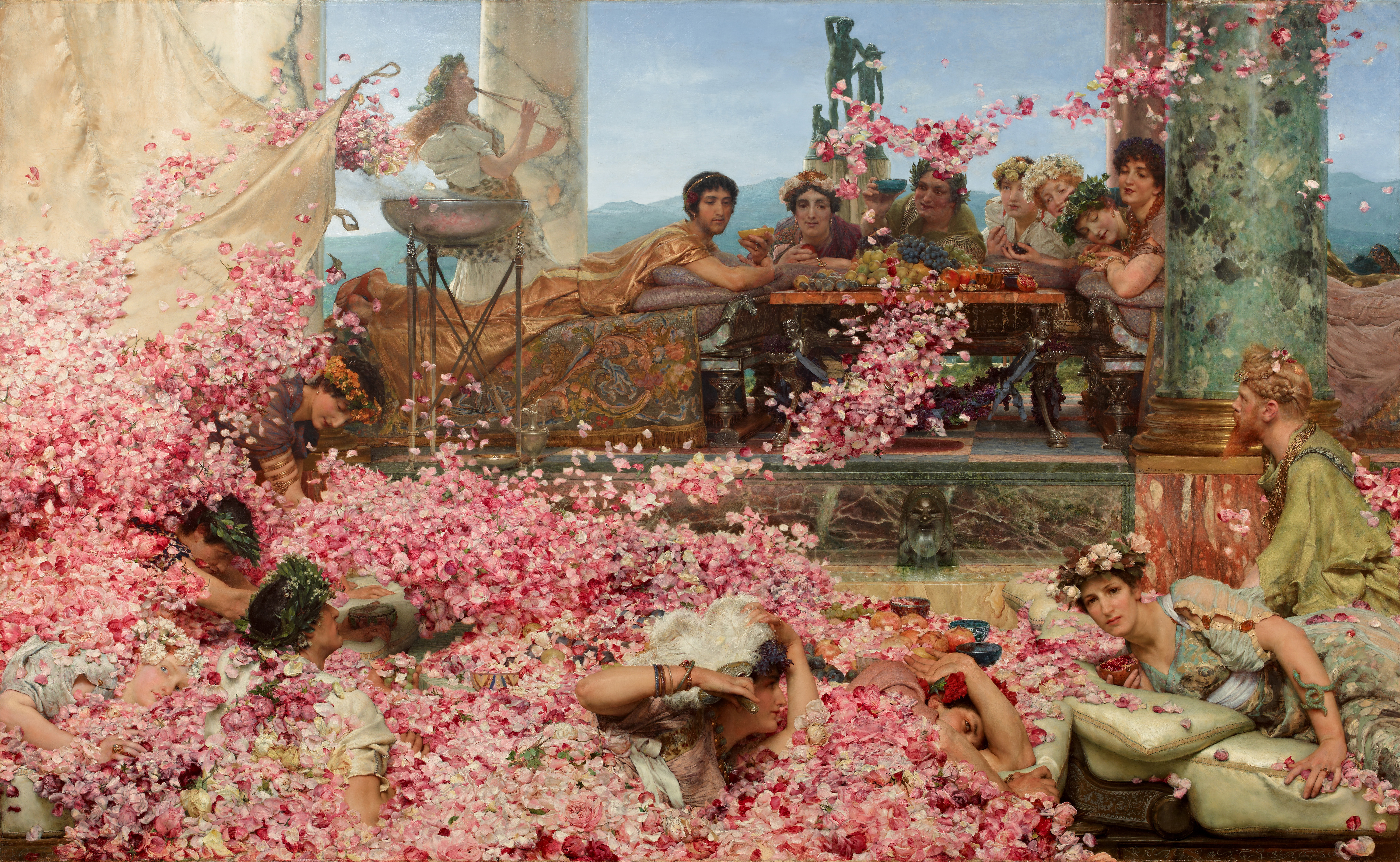
رُزهای هلیوگابال اثر لورنس آلما تادما